# Grin' Batiche

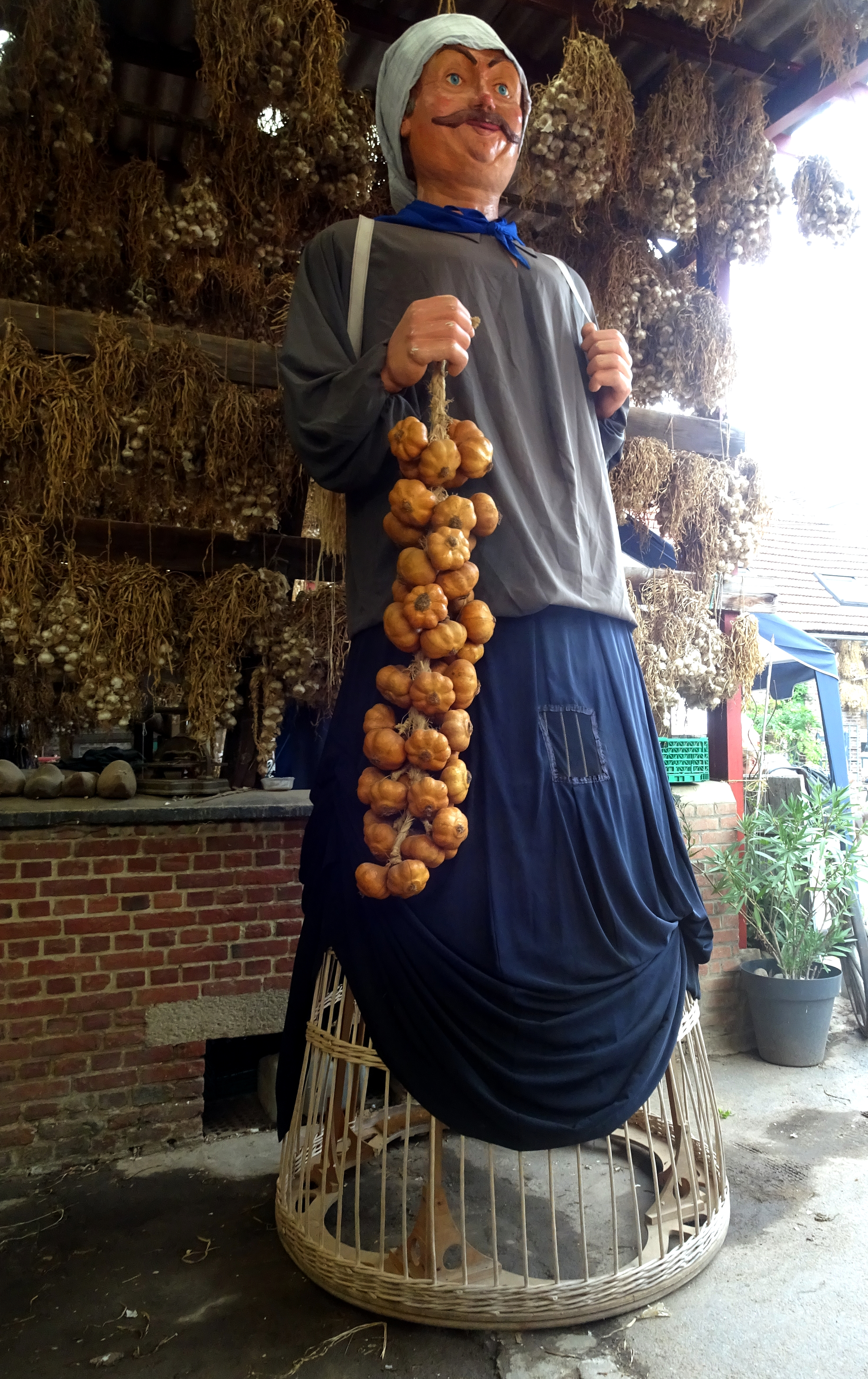
Grin' Batiche (2003) le tresseur

Grin' Batiche (2003) le tresseur, est un  géant de processions et de cortèges  qui symbolise la localité d'Arleux, en France.
Le géant, représente la corporation des anciens producteurs d’ail qui déambulaient dans la campagne, la hotte sur le dos, pour vendre leur production au cri de A z’ails, à z’aulx .
Grin Batich est un  géant porté des Hauts-de-France d'une hauteur de 4,30 mètres pour un poids de 70 kg, ce qui lui permet d’être portée par une seule personne.

## Pour approfondir